# Seabourn Cruise Line
Seabourn Cruise Line es una línea de cruceros de ultra lujo con sede en Seattle, Washington. La línea opera en todo el mundo, desde cruceros cortos de siete días por el Caribe hasta exóticos cruceros de más de 100 días por todo el mundo. Es propiedad de Carnival Corporation, parte del grupo de mercadeo «World's Leading Cruise Lines», que también incluye Holland America Line, Princess Cruises, Carnival Cruises, Cunard Line, Costa Cruises, P&O Cruises y AIDA Cruises.

## Historia
Seabourn fue fundada en 1987 por un consorcio de inversores noruegos encabezado por el industrial Atle Brynestad con el nombre Signet Cruise Lines, pero adoptó el nombre Seabourn Cruise Line poco después de las objeciones de Signet Oil sobre la propiedad de la marca. Su primer barco, Seabourn Pride, entró en servicio en 1988, seguido por una hermana idéntica, Seabourn Spirit, en 1989. Un tercer buque, originalmente planeado para 1990, se retrasó debido a las restricciones financieras de los inversores y finalmente fue comprado por Royal Viking Line en 1992 como Royal Viking Queen. En 1995, Royal Viking Queen fue transferida a una subsidiaria de Kloster, Royal Cruise Line, como Queen Odyssey. En 1991, Carnival Corporation compró una participación del 25% en Seabourn. Carnival Corporation aumentó su participación al 50% en 1996, proporcionando a la compañía capital suficiente para comprar Queen Odyssey, que luego pasó a llamarse Seabourn Legend. Durante ese tiempo Seabourn era conocido por marcar tendencias en el crucero de ultra lujo, ofreciendo un servicio insuperable y habiendo ganado varios premios «World's Best», es decir, el prestigioso premio «World's Best Cruise Line» de Condé Nast Traveler.
El 31 de marzo de 2011, Seabourn trasladó sus operaciones de Miami, Florida a los cuarteles de Holland America Line en Seattle, Washington.

## Flota Actual
| Buque            | Imagen | Encargado | Astillero   | Entrada en servicio en Seabourn | Tonelaje         | Bnadera | Notas |
| ---------------- | ------ | --------- | ----------- | ------------------------------- | ---------------- | ------- | --- |
| Seabourn Odyssey |        | 2009      | T. Mariotti | 2009–Presente                   | 32.346 toneladas | Bahamas | |
| Seabourn Sojourn |        | 2010      | T. Mariotti | 2010–Presente                   | 32.346 Tn        | Bahamas | |
| Seabourn Quest   |        | 2011      | T. Mariotti | 2011–Presente                   | 32.348 Tn        | Bahamas | |
| Seabourn Encore  |        | 2016      | Fincantieri | Diciembre de 2016               | 41.865 Tn        | Bahamas | El barco más grande construido para Seabourn. |
| Seabourn Ovation |        | 2018      | Fincantieri | Mayo de 2018                    | 41.865 Tn        | Bahamas | Gemelo del barco más grande. |
| Seabourn Venture |        | 2022      | T. Mariotti | Julio de 2022                   | 23.000 Tn        | Bahamas | - Puesta de quilla el 4 de diciembre de 2019. - Primer crucero de expedición para Seabourn. - Originalmente planeado para mayo de 2021, pero retrasado debido a la pandemia de COVID-19 |

## Flota futura
| Ship             | To Enter Service         | Builder     | Gross Tonnage | Flag    | Notes                                               |
| ---------------- | ------------------------ | ----------- | ------------- | ------- | --------------------------------------------------- |
| Seabourn Pursuit | Abril de 2023 (planeado) | T. Mariotti | 23.000 Tn     | Bahamas | En construcción. Barco gemelo del Seabourn Venture. |